# Škarja
Škarja je priimek več znanih Slovencev:
- Emil Škarja (Emil Scaria) (1838—1886), operni pevec basbaritonist
- Ignacij Škarja (1760—1837), mestni sindik, v fr.dobi mirovni sodnik kranjskega kantona
- Ivan Škarja (1879—1941), upravni pravnik, pred. PF UL
- Janez Škarja - Kačon (1933—1997), alpinist
- Jožef (Josip) Škarja/Skaria (1792—1861), poštni uradnik in mestni sodnik v Kranju
- Metod Škarja (*1963), alpinist/plezalec, dr. fizike
- Petra Škarja, predavateljica, avtorica uspešnic
- Simona Škarja (*1967), športna plezalka
- Tone Škarja (1937—2020), alpinist, gorski vodnik in reševalec, fotograf, publicist